# Kronwicken
Die Kronwicken (Coronilla) bilden eine Pflanzengattung in der Unterfamilie der Schmetterlingsblütler (Faboideae) innerhalb der Familie der  Hülsenfrüchtler (Fabaceae).

## Beschreibung

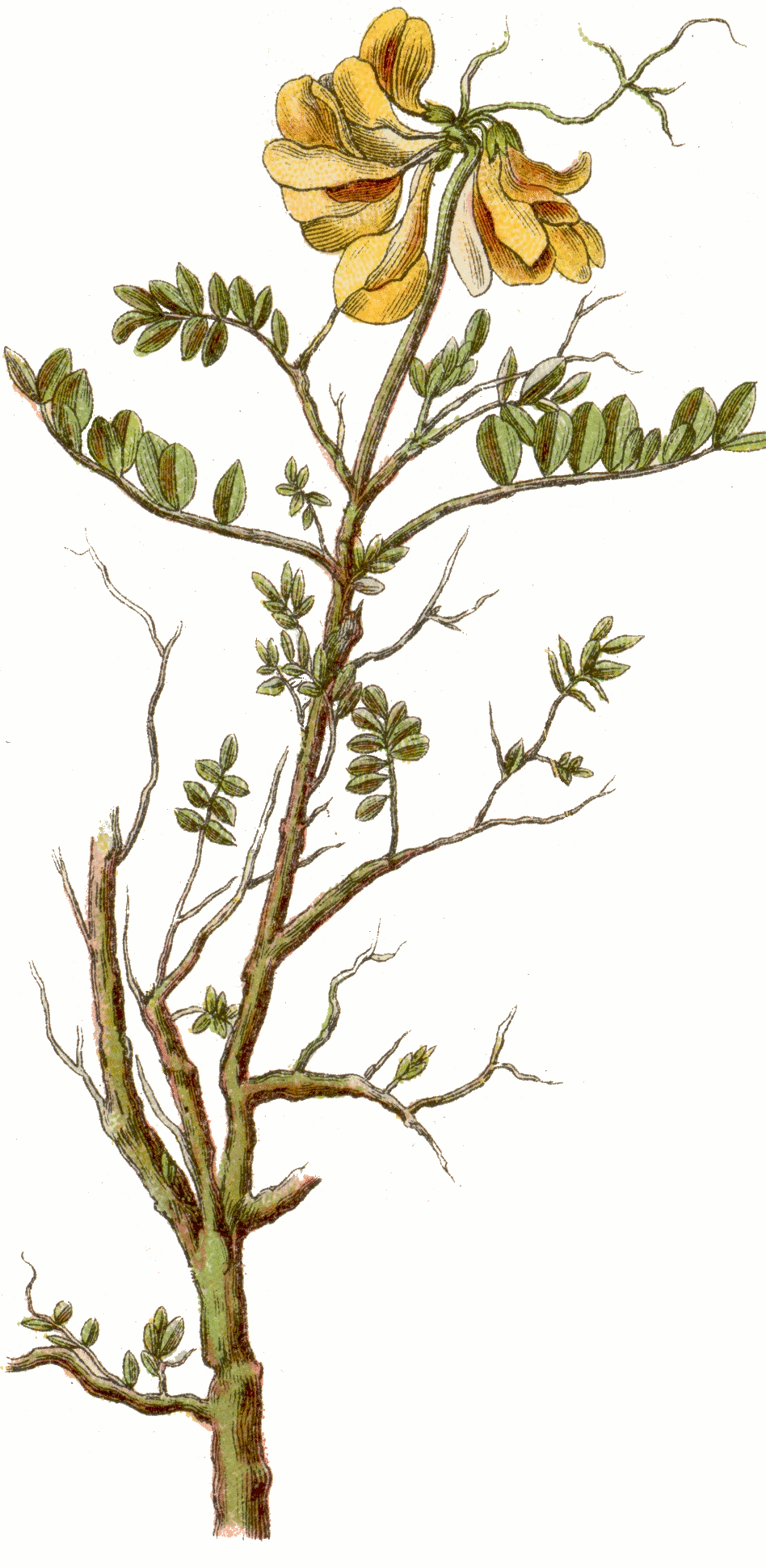
Illustration der Scheiden-Kronwicke (Coronilla vaginalis)

### Vegetative Merkmale
Kronwicken-Arten sind Sträucher oder ausdauernde, selten einjährige, krautige Pflanzen. Die sitzenden oder kurz gestielten Laubblätter sind unpaarig gefiedert. Selten (bei der Skorpions-Kronwicke (Coronilla scorpiodes)) ist nur ein Fiederblättchen vorhanden. Die Blättchen sind ganzrandig, gerundet oder ausgerandet, bis fast herzförmig bespitzt und oft von blaugrüner Farbe. Die Nebenblätter sind frei oder verwachsen.

### Generative Merkmale
Auf deutlichen Blütenstandsschäften stehen die nickenden, doldigen Blütenstände. Die zwittrigen Blüten sind zygomorph und fünfzählig mit doppelter Blütenhülle. Der Kelch ist weitglockig, mehr oder minder zweilippig. Seitwärts sind die Kelchblätter mit kurz dreieckigen Zähnen besetzt. Die fünf Kronblätter sind lang genagelt und gelb, selten auch weiß. Die Blütenkrone hat die typische Form der Schmetterlingsblüten. Das Schiffchen ist stark gebogen. Das oberste Staubblatt ist stets frei. 
Die sitzenden Hülsenfrüchte sind mehrsamige Bruchfrüchte, sie sind gerade oder schwach gekrümmt und zerfallen nach der Reife in einsamige Glieder (Gliederhülse).

## Ökologie
Der Bestäubungstyp ist ein Pumpmechanismus. Dabei bilden die keulenförmig angeschwollenen Staubfäden einen Kolben, der den Pollen, falls Schiffchen und Flügel von einem Insekt belastet werden, aus der Blüte herauspressen.

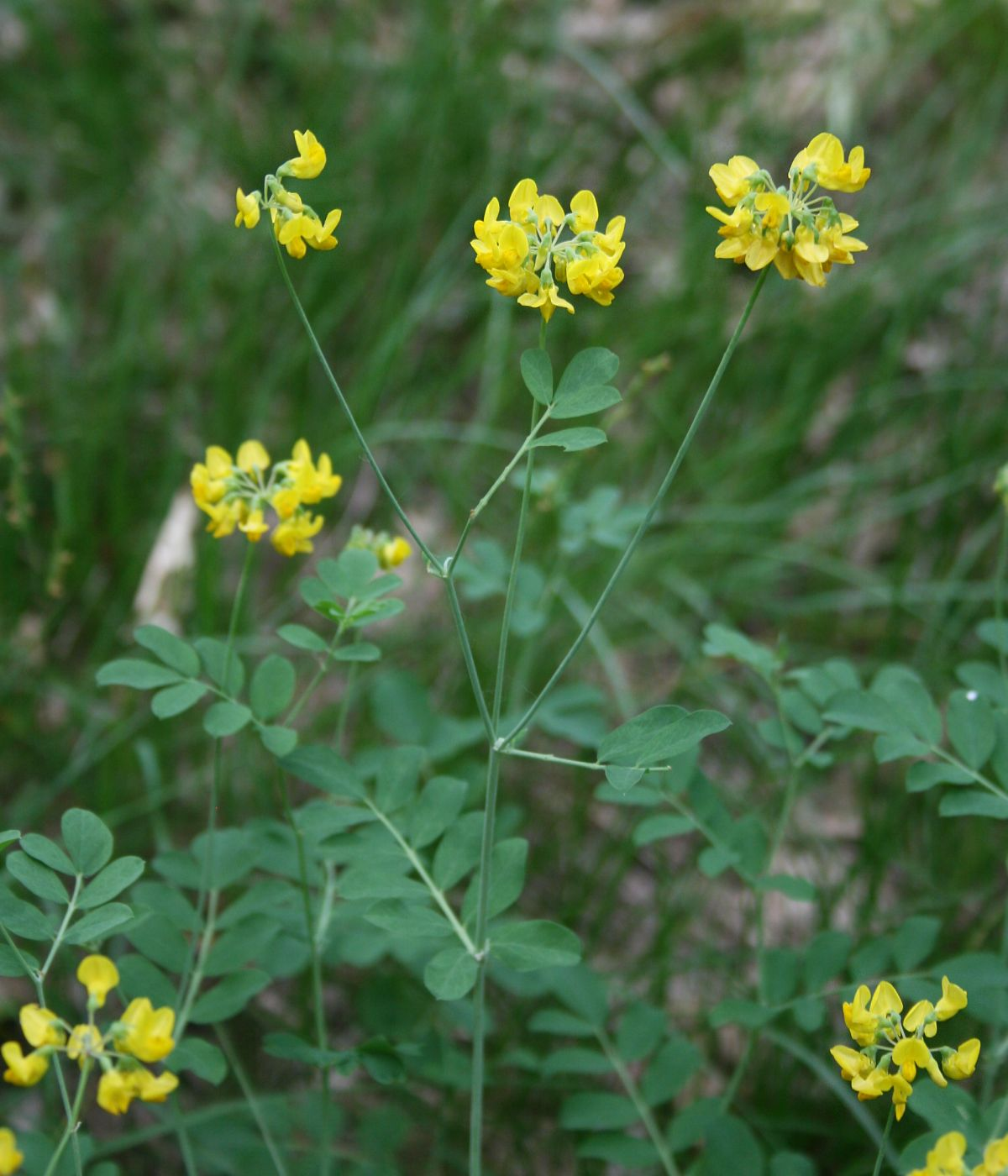
Berg-Kronwicke (Coronilla coronata)

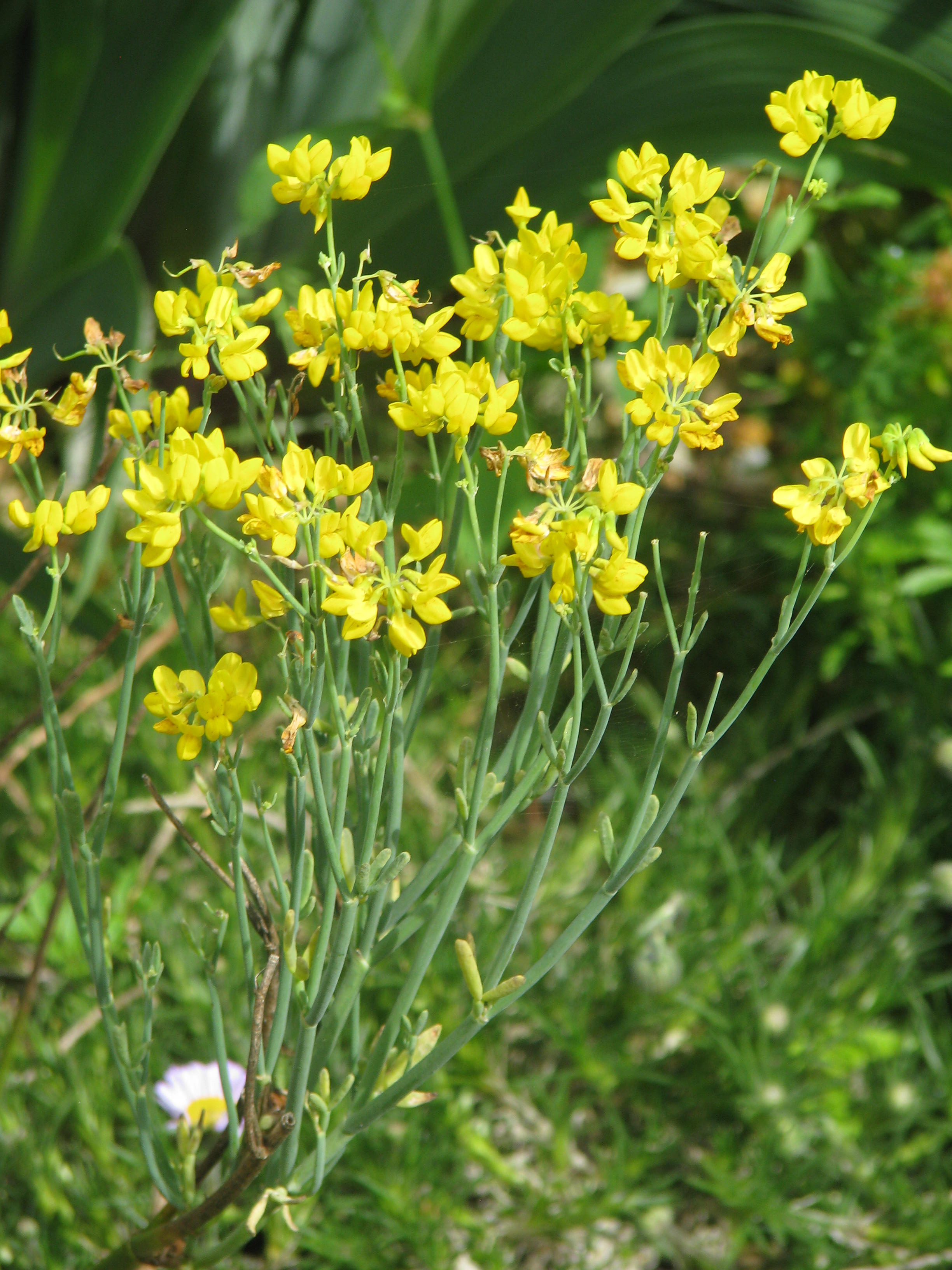
Binsenartige Kronwicke (Coronilla juncea)

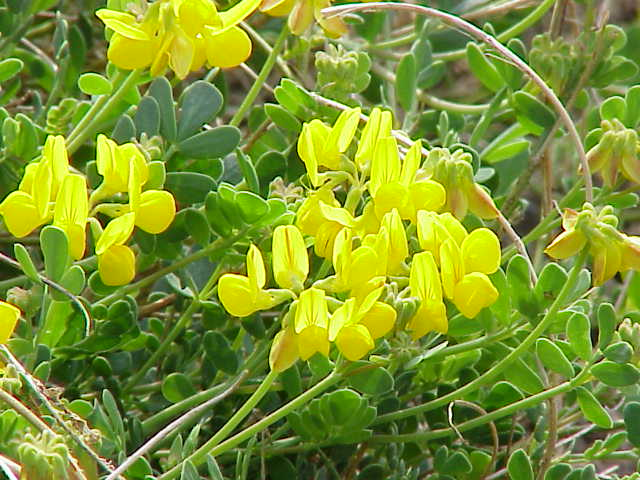
Kleine Kronwicke (Coronilla minima)

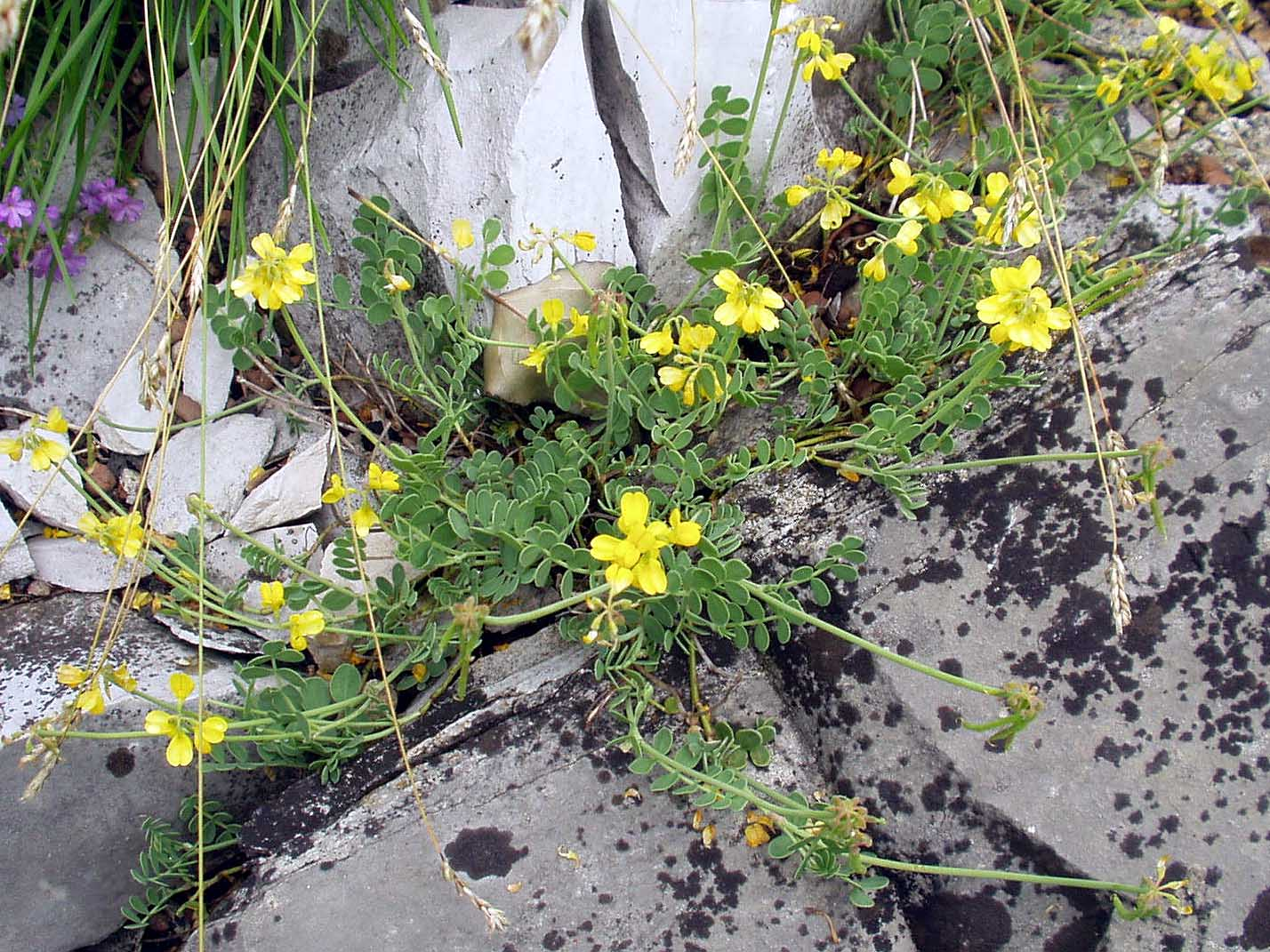
Scheiden-Kronwicke (Coronilla vaginalis)

## Systematik und Verbreitung
Die Gattung Coronilla wurde durch Carl von Linné in Species Plantarum, Tomus II, 1753, S. 742. und in Genera Plantarum, 5. Auflage, 1754, S. 330 aufgestellt. Typusart ist Coronilla valentina L. Coronilla ist der Deminutiv zu span. corona für „die Krone“; bedeutet also das Krönchen, nach den schönen gelben, wie die Zacken einer Krone zu Dolden vereinigten, Einzelblüten. Synonyme für Coronilla L. sind: Artrolobium Desv., Bonaveria Scop.
Per Lassen hat 1989 den Untertribus Coronillinae bearbeitet und dabei die Gattungen Coronilla, Hippocrepis und Securigera neu geordnet und gegeneinander abgegrenzt. Dabei wurde zum Beispiel die Strauchkronwicke (Coronilla emerus L.) in die Gattung Hippocrepis als Hippocrepis emerus (L.) Lassen und die Bunte Kronwicke (Coronilla varia L.) in die Gattung Securigera als Securigera varia (L.) Lassen gestellt.
Die Gattung Coronilla ist über weite Teile Europas, in Westasien und im nordöstlichen Afrika verbreitet. Das Mannigfaltigkeitszentrum liegt in Südeuropa, das heißt, dort sind die meisten Arten heimisch.
Nach der Bearbeitung von 1989 verbleiben in der Gattung Coronilla neun Arten, das sind im Einzelnen:
- Berg-Kronwicke (Coronilla coronata L., Syn.: Coronilla montana Jacq.)
- Binsenartige Kronwicke (Coronilla juncea L.): Sie kommt in Südeuropa und in Nordafrika vor.[2]
- Kleine Kronwicke (Coronilla minima L., Syn.: Coronilla fruticans Jord.): Es gibt etwa zwei Unterarten:[2]
  - Coronilla minima subsp. lotoides (W.D.J.Koch) Nyman (Syn.: Coronilla lotoides W.D.J.Koch, Coronilla minima var. australis Gren. & Godr.): Sie kommt in Marokko, Algerien, Tunesien, Spanien, Frankreich und Italien vor.[2]
  - Coronilla minima (W.D.J.Koch) Nyman subsp. minima: Sie kommt in Marokko, Algerien, Tunesien, Portugal, Spanien, Italien, Frankreich und in der Schweiz vor.[2]
- Coronilla ramosissima Ball: Sie kommt in Marokko vor.[2]
- Coronilla repanda (Poir.) Guss. (Syn.: Ornithopus repandus Poir.): Sie kommt in Südeuropa, in Nordafrika, auf Zypern und in Vorderasien vor.[2]
- Skorpions-Kronwicke, auch Skorpionskraut (Coronilla scorpioides (L.) W.D.J.Koch, Syn.: Ornithopus scorpioides L.): Sie kommt in Südeuropa, in Nordafrika, in Westasien, auch in Nordamerika vor.[2]
- Scheiden-Kronwicke (Coronilla vaginalis Lam., Syn.: Artrolobium vaginalis (Lam.) Desv.): Sie kommt in Süd- und Mitteleuropa vor.[2]
- Valencia-Kronwicke oder Valance-Strauch-Kronwicke (Coronilla valentina L.): Es gibt etwa zwei Unterarten und sie ist in den USA ein Neophyt:[2]
  - Blaugrüne Kronwicke (Coronilla valentina subsp. glauca (L.) Batt., Syn.: Coronilla argentea L., Coronilla glauca L.)
  - Coronilla valentina subsp. pentaphylla (Desf.) Batt. (Syn.: Coronilla pentaphylla Desf.): Sie kommt in Marokko, Algerien, Tunesien, Spanien, Frankreich, Italien und Sizilien vor.[2]
  - Coronilla valentina L. subsp. valentina: Sie kommt in Algerien, Tunesien, Frankreich, Italien, Korsika, Sardinien, Sizilien, Malta, Albanien und im früheren Jugoslawien vor.[2]
- Coronilla viminalis Salisb.: Sie kommt in Marokko vor.[2]